# Edwin Golnik

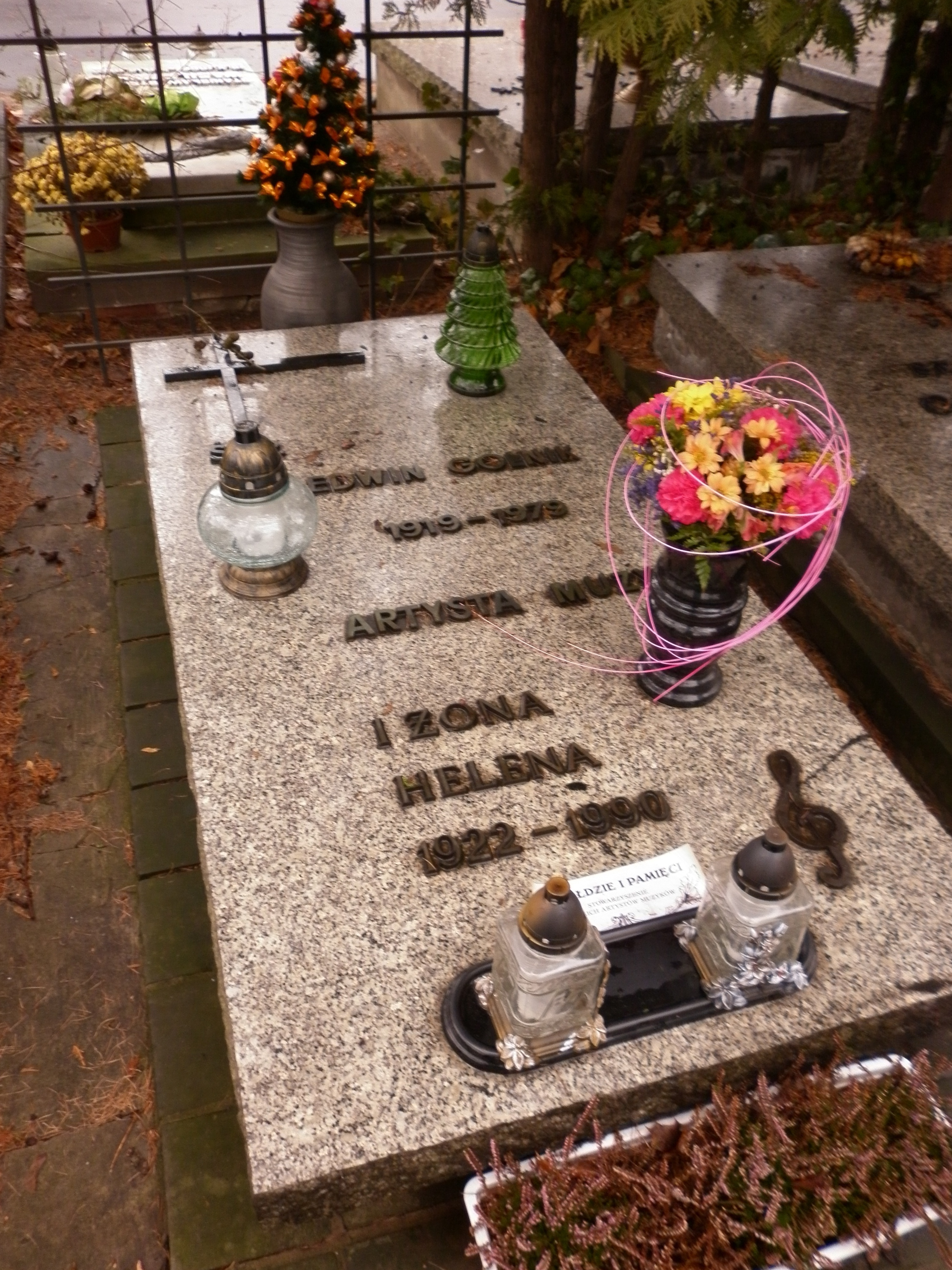
Grób Edwina Golnika na cmentarzu Wojskowym na Powązkach w Warszawie

Edwin Golnik (ur. 28 września 1919 w Wudzynku, zm. 23 marca 1979 w Warszawie) – polski waltornista i pedagog muzyczny.

## Życiorys
Urodził się w rodzinie Ignacego Gollnika i Klary z domu Blum. Uczęszczał do szkoły powszechnej i prywatnie uczył się gry na skrzypcach. W 1933 roku rodzice zapisali Edwina do orkiestry 62. Pułku Piechoty Wielkopolskiej w Bydgoszczy. Od 1934 roku uczył się w Miejskim Konserwatorium Muzycznym w Bydgoszczy.
W czasie okupacji niemieckiej, w 1940 roku uczęszczał do Bromberger Privatschule fur Musik pod dyrekcją Wilhelma Winterfelda. W latach 1940–1943 grał na waltorni w niemieckiej Kolejowej Orkiestrze Dętej.
Po wojnie był waltornistą Orkiestry Radiowej w Bydgoszczy pod dyrekcją Arnolda Rezlera, w latach 1948–1951 pierwszym waltornistą tej orkiestry, w latach 1955–1967 w zespole Filharmonii Narodowej w Warszawie. 
Jako stypendysta Ministerstwa Kultury i Sztuki w latach 1951–1952 studiował w Akademii Muzycznej i Sztuki Dramatycznej w Pradze u Emanuela Kaucky’ego. Jednocześnie występował jako solista Praskiej Orkiestry Symfonicznej. Po powrocie do Bydgoszczy w latach 1953–1955 nauczał w Średniej Szkole Muzycznej w Bydgoszczy.
Od 1955 roku mieszkał w Warszawie. Prowadził klasę waltorni w Akademii Muzycznej w Warszawie i Akademii Muzycznej w Łodzi. W 1963 roku uzyskał tytuł docenta. Pełnił funkcję dziekana Wydziału Instrumentalnego Akademii Muzycznej w Warszawie. Jako pedagog wykształcił liczne grono waltornistów – solistów wielu orkiestr krajowych i zagranicznych.
Był mężem Heleny z domu Cieślak (1922–1990).
Zmarł w Warszawie, pochowany na cmentarzu Wojskowym na Powązkach (kwatera B 37-2-2).

## Nagrody i odznaczenia
- I Nagroda na Ogólnopolskim Konkursie Instrumentów Dętych Blaszanych (1948)
- I Nagroda na festiwalu „Praska Wiosna” (1952)
- Srebrny Krzyż Zasługi (1954)[3]